# Orquestra do Teatro de Frankfurt
A Orquestra do Teatro de Frankfurt é a orquestra da Casa de Ópera da Cidade de Frankfurt, Alemanha. A orquestra foi fundada em 1808 e o atual diretor musical da orquestra e principal maestro é Sebastian Weigle. Com uma história de mais de duzentos anos, a orquestra é uma das mais antigas orquestras alemãs.
Através dos anos a orquestra atraiu inúmeros maestros e músicos célebres, como Louis Spohr, Clemens Krauss, William Steinberg, Franz Konwitschny, Georg Solti, Christoph von Dohnányi, Gustav Mahler, Richard Strauss, Arthur Nikisch, Hans Pfitzner, Wilhelm Furtwängler, Hans Knappertsbusch, Hermann Abendroth, Bruno Walter, George Szell e Michael Gielen.

## Diretores Musicais
- 1817 - 1819: Louis Spohr
- 1821 - 1848: Carl Guhr
- 1848 - 1860: Franz Messer
- 1860 - 1891: Carl Müller
- 1880 - 1892: Felix Otto Dessoff
- 1893 - 1924: Ludwig Rottenberg
- 1924 - 1929: Clemens Krauss
- 1929 - 1933: Hans Wilhelm Steinberg
- 1933 - 1934: Bertil Wetzelsberger
- 1935 - 1936: Karl Maria Zwißler
- 1937 - 1938: Georg Ludwig Jochum
- 1938 - 1944: Franz Konwitschny
- 1945 - 1951: Bruno Vondenhoff
- 1952 - 1961: Georg Solti
- 1961 - 1966: Lovro von Matacic
- 1966 - 1968: Theodore Bloomfield
- 1968 - 1977: Christoph von Dohnányi
- 1977 - 1987: Michael Gielen
- 1987 - 1991: Gary Bertini
- 1991 - 1992: Hans Drewanz
- 1992 - 1997: Sylvain Cambreling
- 1997 - 1999: Klauspeter Seibel
- 1999 - 2008: Paolo Carignani
- 2008 - Sebastian Weigle